# جیمز سی. جونز
جیمز سی. جونز (به انگلیسی: James C. Jones) سناتور سابق عضو حزب دموکرات ایالات متحده آمریکا بود. وی در سال ۱۸۵۱ تا ۱۸۵۶ و ۱۸۵۶ تا ۱۸۵۷ میلادی سناتور ایالت تنسی در سنای ایالات متحده آمریکا بود.